# Ophiopogon megalanthus
Ophiopogon megalanthus är en sparrisväxtart som beskrevs av Fa Tsuan Wang och Lun Kai Dai. Ophiopogon megalanthus ingår i släktet Ophiopogon och familjen sparrisväxter. Inga underarter finns listade i Catalogue of Life.